# 淺棕奧米加魨
淺棕奧米加魨為輻鰭魚綱魨形目四齒魨亞目四齒魨科的其中一種，為溫帶海水魚，分布於東印度洋澳洲南部及塔斯馬尼亞島海域，棲息深度可達146公尺，體長可達25公分，棲息在大陸棚，生活習性不明，具有毒性。